# 盟三五大切
盟三五大切（かみかけて さんご たいせつ）は、四代目鶴屋南北による歌舞伎狂言。文政8年9月（1825年10月）に江戸の中村座で初演。歌舞伎の演目としては世話物に分類される。江戸時代における上演について詳細は不明だが、昭和51年（1976年）に国立劇場において、郡司正勝の補綴、演出によって復活上演されて以来、現在でもしばしば上演されている。
歌舞伎作品の中でも、当時（大まかな時代として江戸時代）の出来事を扱う世話物であるこの作品は、『東海道四谷怪談』の後日譚、並木五瓶の『五大力恋緘（ごだいりきこいのふうじめ）』の書き換え、『仮名手本忠臣蔵』の外伝としての性格を持つ物語が展開される。
『忠臣蔵』で有名な不破数右衛門が薩摩源五兵衛に身をやつし金策をする中、逆に三五郎（実は徳右衛門倅千太郎）に百両を騙し取られ、凄惨な殺人鬼と化してしまう。そのような源五兵衛が元の数右衛門に戻って、晴れて討ち入りする結末に、南北の武士社会への皮肉が表現されているとされる。
本作が作られた事情は、「四谷怪談」が大当たりのさなかに主演の三代目尾上菊五郎が太宰府参詣のため中村座を退座してしまい、困った関係者が作者南北に急きょ作成させたことにある。小規模な作品だが綿密な構成、凄惨な殺し場に満ち、しかも喜劇の要素も絡ませるなど南北の作劇術の才能が溢れた作品で、「四谷怪談」とともに評価が高い。

## 狂言の構成
現在の歌舞伎として上演される際の構成は、三幕六場の形式である。
- 序幕
  - 佃沖新地鼻の場
  - 深川大和町の場
- 二幕目
  - 二軒茶屋の場
  - 五人切の場
- 大詰
  - 四谷鬼横町の場
  - 愛染院門前の場

## 登場人物
薩摩源五兵衛 実は不破数右衛門塩冶浪人、不破数右衛門は御用金百両を盗賊に盗まれるという落度で主家を追われたが、そのさなか塩冶判官の刃傷沙汰による主家お取潰しが起こり、何とか百両を調達して仇討ちの一味に加わろうと、薩摩源五兵衛と名を変えて金策している。
芸者妲妃の小万 実は神谷召使お六神谷の家人の娘であるお六は、父に勘当された三五郎と夫婦となり、三五郎の勘当を解いてもらうため、百両の金子を調達するために、芸者をしている。自分に惚れている源五兵衛から金を貢がせようとしている。
船頭笹野屋三五郎 実は徳右衛門倅千太郎徳右衛門倅千太郎は、身持ちが悪く、徳右衛門から勘当を受け船頭笹野屋三五郎となっていたが、父から旧主のために百両の金子の用立てを頼まれた。これによって勘当を解いてもらおうと、女房お六を小万と名乗る深川芸者をさせて、百両の調達しようとしている。父の旧主の不破数右衛門が源五兵衛とは知らずに、小万を惚れさせて金を巻き上げようとしている。
若党 六七八右衛門源五兵衛に仕える若党。
賤ヶ谷伴右衛門 実はごろつき勘九郎深川のごろつき勘九郎は、三五郎の深川のごろつき仲間で、源五兵衛から金を巻き上げる手伝いをしている。
船頭お先の伊之助船頭伊之助も、深川のごろつき仲間で三五郎の手伝いをしている。芸者菊野とは男女の仲である。
芸者 菊野小万の朋輩である菊野は、源五兵衛を気の毒に思いながらも、伊之助との縁から三五郎と小万を手伝っている。
徳右衛門同心了心三五郎の父、徳右衛門は出家して了心と名乗り、数右衛門のために金策している。
家主くり廻しの弥助 実は神谷下郎土手平偶然、三五郎夫婦が店子として入った長屋の家主の弥助は、お六の兄であった。

## あらすじ

### 序幕 第一場 佃沖新地鼻の場
佃沖で船頭お先の伊之助が漕ぐ舟に賤ヶ谷伴右衛門と名乗る侍が乗っている。賤ヶ谷伴右衛門の正体は、深川のごろつき勘九郎であることがほのめかされる。二人の話題が深川芸者小万から届けられた手紙になった時、一艘の舟がやってくる。この舟には妲妃と異名をとる、その小万と、船頭笹野屋三五郎が乗っている。実はこの二人は夫婦であり、三五郎は塩冶家に所縁のある者の倅、千太郎であるが、訳あって勘当されている。三五郎はこのたび父が旧主のために金子百両を必要としていることを知り、これを用立てて勘当を解いてもらおうと考え、女房お六に因果を含め、小万と名乗らせて芸者勤めをさせている。
小万は三五郎が連れて来た薩摩源五兵衛という浪人から、すでにかなりの金を巻き上げたのだが、三五郎はさらに金を搾り取るよう、小万にけしかけている。
そのような話をしながら夫婦がいちゃついていると、月が出てあたりは急に明るくなり、近くに一艘の屋形船が近くにいることに気づいた。その舟に乗っていたのは薩摩源五兵衛。源五兵衛も小万に気づき声をかける。小万が愛想良く対応する様子を、三五郎は忌々しく思うのだった。

### 序幕 第二場 深川大和町の場
源五兵衛の浪宅では、道具屋が家財一式を持ち出そうとするのを源五兵衛の若党、六七八右衛門がなんとか阻止しようとがんばっている。しかし、戻ってきた源五兵衛が売り払ったと宣言するので、結局、家財一式は持ち去られてしまう。そのような有様にも拘わらず、源五兵衛は一枚残った布団の上で小万のことを思う。あまりの様子に堪りかねた八右衛門は涙ながらに主人に意見する。
源五兵衛は実は不破数右衛門という元塩冶家家臣であったが、盗賊に御用金を盗まれた落度によって浪人となった。その後、塩冶家は主君が城内で高野師直に刃傷におよんだ罪に問われて切腹し、家名も断絶となっていた（『仮名手本忠臣蔵』の設定）。そのような時に芸者に入れ揚げる身持ち放埓は、盗まれた御用金百両を調達して義士の一味に加えられるよう謀っていることを敵方に知られないようにする計略であると、源五兵衛は八右衛門に諭す。
そこに芸者小万が朋輩の芸者菊野や廻し男幸八、内びん虎蔵などを引き連れてやってくる。八右衛門はなんとか追い返そうとするが、心のどこかで小万に思いを寄せる源五兵衛は家に引き入れてしまう。伴右衛門の座敷を抜けてきたという小万の幸八が連れ帰ろうとして腕を取ると、小万の二の腕には「五大力(ごだいりき)」という入れ黒子（いれぼくろ。刺青）がみえる。源五兵衛への心中立てに彫ったと話す小万に、気を良くした源五兵衛が夫婦気取りとなるところに、源五兵衛の伯父、富森助右衛門が百両の金子を持ってやってくる。
百両と聞いて思案する小万を、助右衛門の来訪を機に八右衛門が追い返すと、助右衛門は源五兵衛に百両を渡す。この金子を大星由良之介に持参して、亡君の仇討ちの一味に加われるように願い出よと勧めて、助右衛門は帰っていく。
入れ代わるようにやってきた三五郎は、小万から聞いた百両の金子が源五兵衛の懐にあることを確認して、小万の手紙をだしに源五兵衛を誘い出そうとする。八右衛門は止めるが、小万が心底自分に惚れていると思っている源五兵衛は、最初こそ自重するものの、小万が窮地にあると聞いて、結局出かけようとする。八右衛門は家賃の督促があると言って止めるが、源五兵衛は脇差の千匹猿の細工を施した割り笄（こうがい）の片割れを支払いに宛てるようにと八右衛門に渡し、三五郎と出かけていく。

### 二幕目 第一場 二軒茶屋の場
深川二軒茶屋では、源五兵衛の百両を巻き上げるために、賤ヶ谷伴右衛門に扮する勘九郎と、小万や菊野、小万の兄の役をする伊之助などが一芝居を打つ準備を進めている。伴右衛門が百両で小万を身請けする話をでっち上げ、小万を惜しむ源五兵衛から百両を引き出そうという算段である。
伴右衛門の身請け話を、小万が源五兵衛に心中立てして頑なに拒絶する様子を、三五郎と源五兵衛が窺っている。小万が頑なのを、何か理由があるのだろうと尋ねる伴右衛門に、伊之助が、小万には源五兵衛という相手がいると打ち明け、小万は腕の入れ黒子をみせる。
そこへ三五郎が源五兵衛を連れて座敷に上がるが、源五兵衛はなす術もなく、「女房となろうが妾となろうが、お勝手次第」と言うと、小万は三五郎の指図で源五兵衛の脇差を取り自害しようとする。困り果てた源五兵衛は、身請けすると言って、伯父の用立ててくれた百両を差し出してしまう。
ここに、八右衛門に案内された伯父の助右衛門が入ってくる。助右衛門は源五兵衛の放埓を責め、伯父甥の縁を切ると言い渡して去っていく。
亡君の仇討ちの一味に加わる望みを絶たれた源五兵衛は小万を女房として連れて帰ろうとするが、三五郎は小万は自分の女房だと明かし、これまでのことは源五兵衛から百両を巻き上げるための作り話だと言う。逆上した源五兵衛は三五郎を斬ろうとするが、八右衛門に止められる。これで開き直った三五郎は、源五兵衛を間男と口汚くののしるので、今度は八右衛門が飛びかかろうとするが、源五兵衛はこれを宥めて帰っていく。

### 二幕目 第二場 五人切の場
源五兵衛から三五郎が百両を巻き上げるのを手助けした者たちが内びん虎蔵の家に集まっている。菊野は源五兵衛を気の毒がり、小万も気がとがめている様子だが、三五郎は計略の成功に気をよくし、小万の腕の彫り物を（「三」の字と「力」に土偏を加え）「三五大切」と変えて悦に入っている。
夜も更けて皆が寝入ると、丸窓を破って源五兵衛が忍び入り、まず伊之助と菊野を、三五郎と小万と思い込み殺害する。すぐに間違いに気づくが、次々に寝ている者たちを殺していく。物音に気づいて目を覚ました三五郎と小万は難を逃れるが、源五兵衛はさらに、その場に来合わせた幸八を含め五人を斬り殺す。

### 大詰 第一場 四谷鬼横町の場
四谷鬼横町の長屋では、昨日引っ越してきたばかりの八右衛門が引っ越しをするというので、長屋の人々が引きとめている。八右衛門が一日で引っ越すのは、前夜に幽霊を見たためであるという。家主のくり廻しの弥助は、この家に塩冶浪人の神谷伊右衛門が住んでいたことがあり、殺害された妻のお岩の幽霊が出るのだと話す（『東海道四谷怪談』の設定）。弥助の話に八右衛門は一刻も早く出て行こうとするが、弥助は半日住めば家賃をもらうと言い、互いに言い争う。そこに、番小屋の番人の太郎七が新しい店子が見つかったことを知らせに来る。八右衛門は新しい店子に幽霊のことを話すと言い立てると、弥助も引き下がり、樽代を半分返すことで話がつく。
太郎七に案内されてきた新しい店子は、三五郎と小万。二人の間に生まれた子供と、その里親のおくろを伴っている。弥助と挨拶を交わすところで、小万と弥助は妹と兄であることが分かって驚く。これを聞いた三五郎は、女房の兄なら自分の兄と、改めて弥助に挨拶し、家に落ち着くこととなる。
そこにお岩稲荷建立の幟を手にした出家、了心が門口に立つ。了心は三五郎の父、徳右衛門が出家した姿で、三五郎はさっそく源五兵衛から巻き上げた百両を父に渡す。金子を受け取った了心は三五郎の勘当を許し、旧主へ百両を渡すために出かけていく。
そのようなところに、三五郎夫婦がこの辺りに引っ越したことを突き止めた源五兵衛が訪ねてくる。三五郎と小万は自分たちを殺しに来たとおびえるが、源五兵衛は穏やかに、今までの行きがかりを捨て今後は兄弟同然に付き合って欲しいと持参した酒樽を渡すが、三五郎は手元にあった酒で源五兵衛をもてなす。そこに源五兵衛を五人切りの下手人として捕らえようと役人の出石宅兵衛がやってくる。源五兵衛は人違いとしらを切るが、宅兵衛は人殺しの場所に落ちていたと言って、証拠となる割り笄の片割れを取り出す。この証拠に源五兵衛も言葉を失うところ、傍らの番屋から八右衛門が飛び出し、渡されていた割り笄の片割れを差し出し、自分が五人切りの下手人だと名乗り出る。宅兵衛は八右衛門に縄を打って引き立てていく。これを見送った源五兵衛は、小万を思い切ったと言い捨てて去っていく。
三五郎と小万は、源五兵衛が自分たちに害を与えずに去ったことに安堵して、床に就いたところ、枕もとに幽霊が現れる。二人は恐れることなく幽霊を殴りかかり、幽霊の正体を家主の弥助と見破る。弥助は幽霊に化けて店子を怯えさせ、樽代をとって店子を追い出して、稼いでいたことを白状する。そのとき、三五郎が一枚の絵図面を見つける。この絵図面は以前住んでいた高野家に出入りの大工が持っていた高野家屋敷の絵図面だった。三五郎は塩冶浪人に見方する立場から、この絵図面を渡して欲しいと弥助に頼むが、弥助はこれを懐に入れてしまう。そして、源五兵衛が持参した酒を飲み始める。
杯を重ねるうちに、酔った弥助が袖をまくると、その腕の彫り物から弥助が塩冶家の御用金を盗んだ盗賊と知れる。昔の悪事を弥助は開き直って、絵図面を高野家へ届けると言うが、そのうちに血を吐いて苦しみだす。弥助が酒樽を割ると、中から毒蜥蜴が出てきて、源五兵衛が持ってきた酒は毒酒だったと解る。
苦しむ弥助を三五郎は出刃包丁で殺害し、高野家屋敷の絵図面を小万に、父の了心へ届けるようにと言って自害しようとする。これを小万が止めようとしているところに、了心が戻ってきて旧主が三五郎に会って礼を言うと伝える。三五郎から絵図面を渡され、事情を聞いた了心は、出刃包丁を用心のために持たせた三五郎を四斗樽の中に忍ばせて、自分の寺へと運んでいく。
了心が去ると、毒酒を三五郎と小万が飲んだかを確かめるために、源五兵衛が再びやって来る。源五兵衛は一間の内に三五郎と小万の赤子がいるのに気づき、赤子を抱いて出てくる。小万の腕を掴み上げると、そこには「三五大切」の彫り物があった。これを見た源五兵衛に猛然と殺意の炎が燃え上がる。
ただならぬ気配に小万が逃げようとすると、源五兵衛は斬りかかる。小万が、せめて子供の命だけでも助けて欲しいと懇願すると、小万の手を刀に添えさせて、その刀で赤子の体を突き刺す。また赤子に乳をあげていたおくろも殺してしまう。小万は「お前は鬼じゃ、鬼じゃわいなぁ」と泣き叫ぶ。源五兵衛は「いかにも鬼じゃ、みどもを鬼には、おのれら二人がいたしたぞ」と答え、小万を斬り殺し、打ち落とした首を懐に入れ、雨の降る中、悠々と長屋を後にする。

### 大詰 第二場 愛染院門前の場
隠れ住む愛染院の庵室に源五兵衛は、小万の首を前に食事をするが、怒りがおさまらず女の首に茶をぶっかける。（このくだりは並木五瓶「五大力」のパロディ）そこへ了心がやってくる。実は三五郎の父である了心の旧主は、源五兵衛、すなわち不破数右衛門であった。
源五兵衛は、了心からすでに受け取っていた百両に加えて、絵図面を受け取り驚く。了心に、百両と絵図面を大星由良之介に届けるように頼み、自分の犯した罪を打ち明け、もはや仇討ちに加わることは出来ないので、自害しようとする。了心はこの話を聞いて、源五兵衛の身代わりになって死のうと決意したところに、傍らの四斗樽から声がして箍が外れると、出刃包丁を腹に突き刺した三五郎が出てきた。
お互いの素性も顔も知らぬ故に、主筋と知らず源五兵衛から金を騙し取ったと悔やむ三五郎は、源五兵衛の犯した罪も全て引き受けると言って、源五兵衛に仇討ちに加わるようにと願い出る。ここに、鬼横町の長屋に住む店子に身をやつしていた塩冶浪士の面々が、仇討ちの準備万端調ったと、源五兵衛を迎えに来る。これを訴え出ようとする太郎七を、三五郎が斬り、源五兵衛は数右衛門となって高野屋敷へと向かって行く。

## 初演当時の時代背景
並木五瓶の『五大力恋緘』は寛政7年（1795年）1月に江戸都座で初演されており、上方の猟奇的な事件に題材に取りながら登場人物の心情を細やかに表現して大当たりを取った。この作品には若き南北も五枚目の戯作者として上演に参加したと言われる。それから30年後、南北71歳のとき、最も精力的に活躍した時代に、名作と名高かった『五大力恋緘』に『仮名手本忠臣蔵』と『東海道四谷怪談』をないまぜにした作品として書いた。特に自身の名作『東海道四谷怪談』は2か月前に初演され大当たりを取っており、大きくこの作品にも影響を与えたと考えられている。

## 現代の評価
傑作ながらも不当に低く評価されていた。まず、初演時に内容が暗すぎるのと菊五郎の退座もあり評判が悪かった。9月25日初日がわずか3週間後の10月14日に打ち切られている。そのため長らく上演されなかったのである。
大正時代に澤田正二郎が上演したり、戦後新劇が演じたりするくらいで、歌舞伎関係者の上演は郡司正勝の補綴、演出と初代尾上辰之助の源五兵衛・十五代目片岡仁左衛門の三五郎・五代目坂東玉三郎の小万の配役によって復活されるまで、長く絶えていたようである。
深川の無頼者たちを仲間にする三五郎が、父の旧主の困窮のために人を騙すのに対して、結局のところ痴情によって多数の人を斬り殺す源五兵衛が、最終的には数右衛門に戻って晴れて義士の列に加わる点において、不条理な身分の違いを、暗に、しかし強烈に、南北は皮肉っているとされている。

## 初演時の配役
- 薩摩源五兵衛実は不破数右衛門・家主弥助実は神谷下郎土手平・・・五代目松本幸四郎
- 船頭笹野屋三五郎実は了心倅千太郎・・・・七代目市川團十郎
- 芸者小万実は神谷下女お六・・・・・二代目岩井粂三郎
- 了心・・・・市川宗三郎
- おくろ・・・鎌倉平九郎

## 映像化作品
本作を原作とする作品として、1971年に『修羅』の題名で映画化された。監督は松本俊夫で、主演は中村嘉葎雄。上映時間の134分の尺に合わせる関係で、設定や登場人物の一部が変更されたり省略されたりしているが、最大の違いは己が所業を含む人の業に打ちのめされた薩摩源五兵衛が元の名前（本映画での本名は「船倉宗右衛門」）に戻って塩治の義士に加わることのないまま物語が終わるというものである。